# Kocioł wodnorurkowy

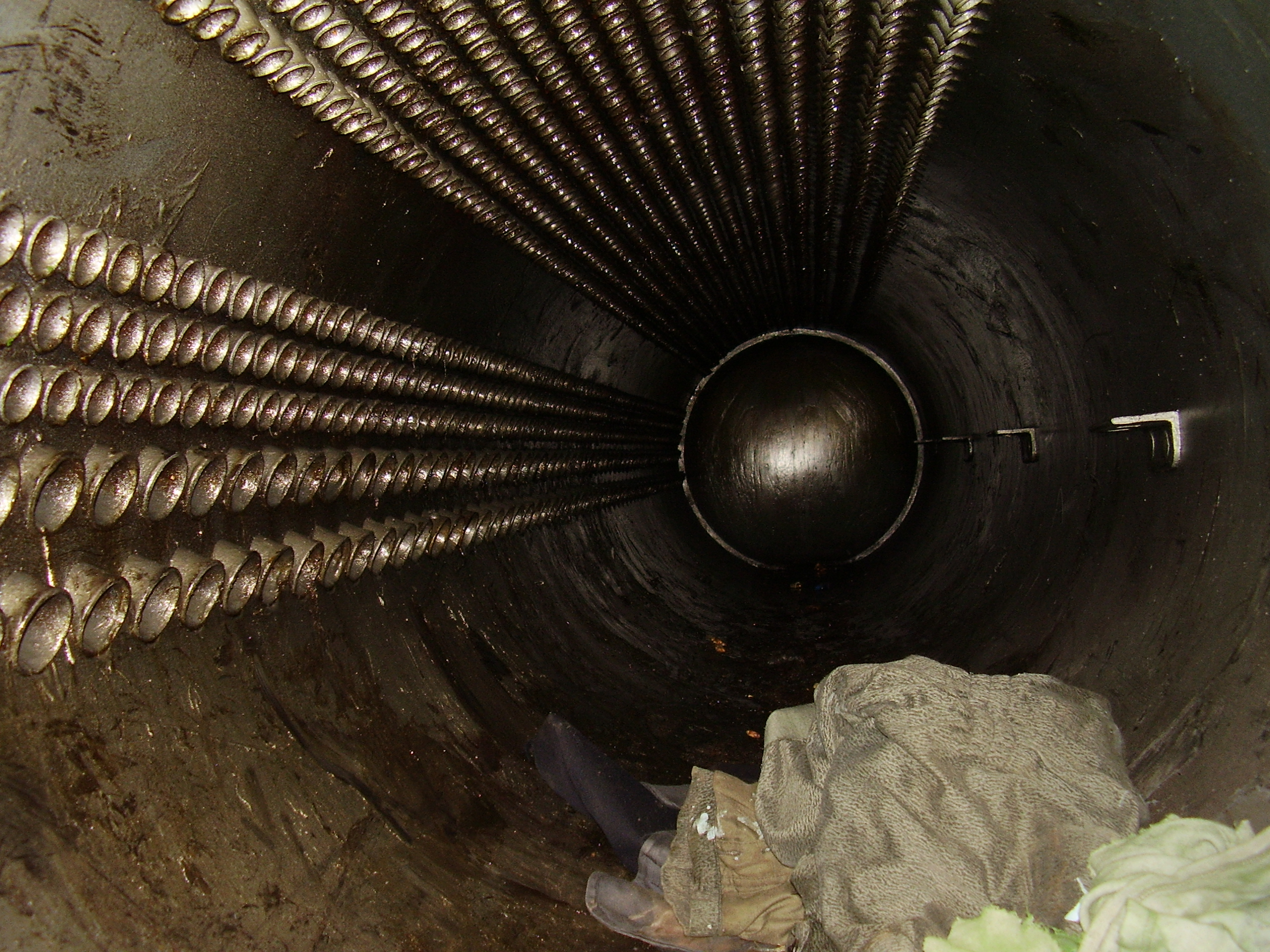
Wnętrze walczaka kotła parowego, widoczne końce opłomek

Kocioł wodnorurkowy (opłomkowy) – kocioł parowy, w którym woda przepływa przez rurki (opłomki) o stosunkowo niedużej średnicy (25–102 mm) (grubość ścianek 3–6 mm). Rurki te omywane są spalinami z palnika lub paleniska.
Woda w rurkach odparowuje pod wpływem ciepła, a mieszanina wodno-parowa przechodzi do walczaka, w którym następuje rozdzielenie wody i pary. Kotły wodnorurkowe mogą dostarczać parę o maksymalnym ciśnieniu 300 barów przy temperaturze pary ok. 600 °C.
W porównaniu z kotłami płomienicowymi lub płomieniówkowymi charakteryzują się mniejszą pojemnością wodną, co skraca czas osiągnięcia gotowości kotła do pracy oraz pozwala na osiągnięcie wyższej wydajności parowej. Wadami kotłów wodnorurkowych są: wyższa wilgotność pary oraz konieczność stosowania odpowiednio urobionej wody.